# Saviour Machine
Saviour Machine was een band uit de Verenigde Staten die op theatrale wijze de Bijbelse eindtijd probeerde uit te beelden door middel van symfonische en gothic metal.

## Geschiedenis
De band werd opgericht in 1989. Het eerste album, Saviour Machine I, werd in 1993 uitgebracht door Frontline Records. Ook het tweede album, Saviour Machine II, kwam nog uit bij Frontline, maar sinds 1994 brengt frontman Eric Clayton alle Saviour Machine-projecten uit bij het hiervoor speciaal opgerichte onafhankelijke label MCM Music. 
De band en het label zijn in conflict geraakt, waardoor de band haar muziek nu niet meer via dit label naar buiten brengt. In 2011 is door MCM Music een zeer premature versie van Legend III:II aangeleverd bij Massacre, welke het album heeft uitgebracht. Hierdoor is het conflict opgelaaid, betrokken partijen hebben verklaringen naar buiten gebracht waarin ze hun kijk op het uitbrengen van dit album geven. De band ziet het uitbrengen van deze cd als diefstal, vraagt mensen de cd vooral niet te kopen, wijst hierbij op de belabberde kwaliteit en ondersteunt deze mening door de muziek gratis aan te bieden ter download, zodat eenieder er zelf naar kan luisteren. 
Momenteel is Saviour Machine bezig akoestische concerten te geven, waarvan het eerste op 10 september 2011 in het Komodienhaus in Heilbronn in Duitsland plaatsvond. Eerder dat jaar vond een try-out plaats op het cornerstone festival in Groot-Brittannië. 
Van deze concertreeks wordt een dvd gemaakt. 
Eric Clayton heeft (een deel van) zijn dagboeken gepubliceerd, The Collective Journals 1997-2009. Het is een zeer persoonlijk document dat als een stream of consciousness op papier is gekomen. Hierin wordt onder andere uitgebreid ingegaan op het contact met zijn broer Jeff, met wie hij de band oprichtte en die sinds 2011 weer in de band speelt (gitaar). Eric Clayton hief kort na een aantal akoestische shows in Nederland en Duitsland in 2013 de band op. Saviour Machine werd officieel opgeheven, het werk aan het Legend-project is officieel gestaakt en Clayton heeft ervoor gekozen zich terug te trekken uit de muziekindustrie.
In 2018 richtte Eric Clayton de band Eric Clayton And The Nine op om in Europa te kunnen touren. De band bestaat uit Nederlandse bandleden (Bas Albersen-gitaar, Rob Dokter-bas, Twan Bakker-drums, Ludo Caanen-toetsen, Jeroen Geerts-gitaar) en Clayton op zang en speelt een set met voornamelijk oud werk van Saviour Machine en David Bowie.

## Bandleden

### Voormalige bandleden
- Eric Clayton - Zang
- Charles Cooper - bas
- Nathan Van Hala - piano
- Carl Johan Grimmark - gitaar
- Thomas Weinesjö - drums
- Victor Deaton - drums
- Jeff Clayton - gitaar
- Jayson Heart - drums
- Sam West - drums
- Chris Fee - drums
- Dean Forsyth - bass
- Rob Watson - piano

### Overige muzikanten
Koor - Ensemble cantabile
- Henriette Gutmeyer
- Marion Brückmann
- Uschi Michelfeit
- Andrea Braun
- Gerhard Fisher
- Markus Michelfeit
- Christopher Benkert

Strijkkwartet bij Live in Deutschland 2002
- Susanne Rockl
- Martine Koch
- Sebastian Clobes
- Sara Buschkühl

## Discografie
- Saviour Machine demo (1990)
- Saviour Machine I (1993, Frontline Records)
- Saviour Machine II (1994, Frontline Records)(white cover, oplage 500)
- Saviour Machine II (1995, massacre) (blue cover)
- Live in Deutschland (cd en VHS)
- Legend Part I (1997, MCM Music)
- Legend Part II (1998, MCM Music)
- Behold A Pale Horse maxi-single (1998, MCM Music)
- Shape cd 1999, cd in de vorm van een masker. (Massacre)
- Legend Part III:I, special edition (2001, MCM Music, oplage 2001)
- Legend Part III:I (2001, MCM Music)
- Synopsis (2002, MCM Music)
- Live in Deutschland 2002 (2 cd en dvd) (2002, MCM Music)
- Rareties&Revelations 2006 (4cd's, oplage 500, gesigneerd) (eigen beheer)
- Legend part II Limited Signature Edition (2007, 2 cd's, oplage 300, gesigneerd) (eigen beheer)
- Legend part III:I Limited Signature Edition (2007, 2 cd's, oplage 300, gesigneerd) (eigen beheer)
- Legend part I Limited Signature Edition (2008, 2 cd's, oplage 300, gesigneerd) (eigen beheer)
- Legend Part III:II (releasedatum nog niet bekend)